# 尾西郵便局
尾西郵便局（びさいゆうびんきょく）は愛知県一宮市にある郵便局。民営化前の分類では集配普通郵便局であった。

## 概要
- 住所：〒494-8799 愛知県一宮市小信中島仁井西47-1

## 沿革
- 1872年2月26日（明治5年1月18日） - 起（おこし）郵便取扱所として開設[1]。
- 1875年（明治8年）1月1日 - 起郵便局（五等）となる。
- 1880年（明治13年）12月16日 - 起村郵便局に改称。同日より為替取扱を開始。
- 1881年（明治14年）1月26日 - 貯金取扱を開始。
- 1882年（明治15年） - 起郵便局に改称。
- 1888年（明治21年）5月31日 - 為替取扱を廃止。
- 1891年（明治23年）12月21日 - 為替取扱を再開。
- 1901年（明治34年）1月11日 - 起郵便電信局となる。
- 1903年（明治36年）4月1日 - 通信官署官制の施行に伴い起郵便局となる。
- 1955年（昭和30年）8月16日 - 尾西郵便局に改称[2]。
- 1960年（昭和35年）12月15日 - 特定郵便局から普通郵便局に局種別改定。
- 1963年（昭和38年）11月18日 - 尾西市起から同市小信中島に移転するとともに、和文電報配達事務を一宮電報電話局尾西分室に移管。
- 1993年（平成5年）9月6日 - 尾西朝日簡易郵便局の廃止に伴い、取扱事務を承継。
- 1999年（平成11年） - 外国通貨の両替および旅行小切手の売買に関する業務取扱を開始。
- 2006年（平成18年）10月1日 - 奥町郵便局から「491-0201」区域の集配業務を移管[3]。
- 2007年（平成19年）10月1日 - 民営化に伴い、併設された郵便事業尾西支店に一部業務を移管。
- 2012年（平成24年）10月1日 - 日本郵便株式会社発足に伴い、郵便事業尾西支店を尾西郵便局に統合。

## 取扱内容
- 郵便、印紙、ゆうパック、内容証明
- 貯金、為替、振替、振込、国際送金、国債、投資信託
- 生命保険、バイク自賠責保険、自動車保険
- ゆうちょ銀行ATM
- 「494-00xx」区域（一宮市（旧尾西市域））、「491-0201」区域（一宮市（奥町））の集配業務
- ゆうゆう窓口

## 周辺
- 一宮市役所 尾西庁舎
- 一宮市尾西市民会館
- 愛知県立一宮起工科高等学校
- 三岸節子記念美術館
- 一宮市立尾西図書館

## アクセス
- 名鉄尾西線 奥町駅から南へ約2.3km（徒歩約27分）
- 名鉄バス 一宮市役所尾西庁舎停留所、i-バス 尾西庁舎停留所下車
- 東海北陸自動車道 一宮西ICから北西へ約3.5km、尾西ICから西へ約2.5km
- 駐車場あり：20台